# Nish Kumar
Nishant Kumar, född 1985, är en brittisk ståuppkomiker. Han fick sitt genombrott som värd för den satiriska aktualitetsprogramserien  The Mash Report, sedermera Late Night Mash.

## Biografi
Kumar föddes i Wandsworth och växte upp i Croydon i södra London. Han studerade på St Olave's Grammar School i Orpington innan han fortsatte med studier i engelska och historia vid Durham University, där han var medlem av Grey College. Hans föräldrar är från Kerala i Indien och hans far valde efternamnet Kumar när han immigrerade till Storbritannien.
När Nish Kumar studerade var han medlem av spexgruppen Durham Revue. Där uppträdde han i par med Tom Neenan, som en komikerduo kallad Gentlemen of Leisure.
Han började med ståuppkomik 2013, och samma år fick han ett stående inslag i Josh Widdicombes radioprogram på Radio X mellan 2013 och 2015, där han presenterade inslaget "Nishipedia".
Han är ofta med gäst i panelshower som Have I Got News for You, Mock the Week, Virtually Famous, 8 Out of 10 Cats, QI, Live från BBC, The Alternative Comedy Experience och The Bugle .
Kumar var värd för satiriska aktualitetsprogrammet The Mash Report på BBC från premiären 2017 till dess att den lades ner 2021. Det spekulerades i att serien lades ner för att den upplevdes allt för politiskt vänster. BBC gjorde inte något officiellt uttalande om detta, och Kumar uttryckte frustration över bristen på tydlighet och menade att BBC ".. måste göra ett tydligt uttalande att det inte var ett politiskt beslut. För vilket prejudikat skapar det annars?" Rättigheterna till programmet plockades upp av tv-kanalen Dave, som började sända nya avsnitt under namnet Late Night Mash, med Kumar och lejonparten av övriga medverkande från BBC, i september 2021. I oktober 2021 meddelade Kumar att han lämnade programmet efter fem säsonger, fyra på BBC och en på Dave.